# Manfred Buder
Manfred Buder (* 24. März 1936 in Rothwasser, Tschechoslowakei; † 7. April 2021) war ein deutscher Eishockeyspieler, der über viele Jahre für die SG Dynamo Weißwasser in der DDR-Oberliga aktiv war und 202 Länderspiele für die DDR absolvierte. Buder ist zudem Mitglied der Hockey Hall of Fame Deutschland.
In der Nationalmannschaft wurde er zunächst als Stürmer eingesetzt, in den 1960er Jahren dann als Verteidiger. In den späten 1960er Jahren galt er als einer der weltbesten Spieler auf dieser Position.

## Erfolge und Auszeichnungen
- 10-facher DDR-Meister mit der SG Dynamo Weißwasser (1958–1965, 1969, 1970)
- 1966 Bronzemedaille bei der Europameisterschaft

## Statistik International
(Legende zur Spielerstatistik: Sp oder GP = absolvierte Spiele; T oder G = erzielte Tore; V oder A = erzielte Assists; Pkt oder Pts = erzielte Scorerpunkte; SM oder PIM = erhaltene Strafminuten; +/− = Plus/Minus-Bilanz; PP = erzielte Überzahltore; SH = erzielte Unterzahltore; GW = erzielte Siegtore; 1 Play-downs/Relegation; Kursiv: Statistik nicht vollständig)